# Jan Brzechwa

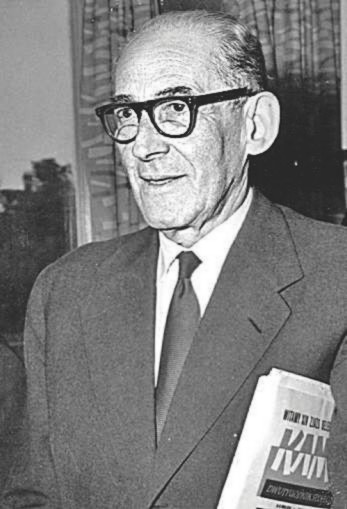
Jan Brzechwa (1964)

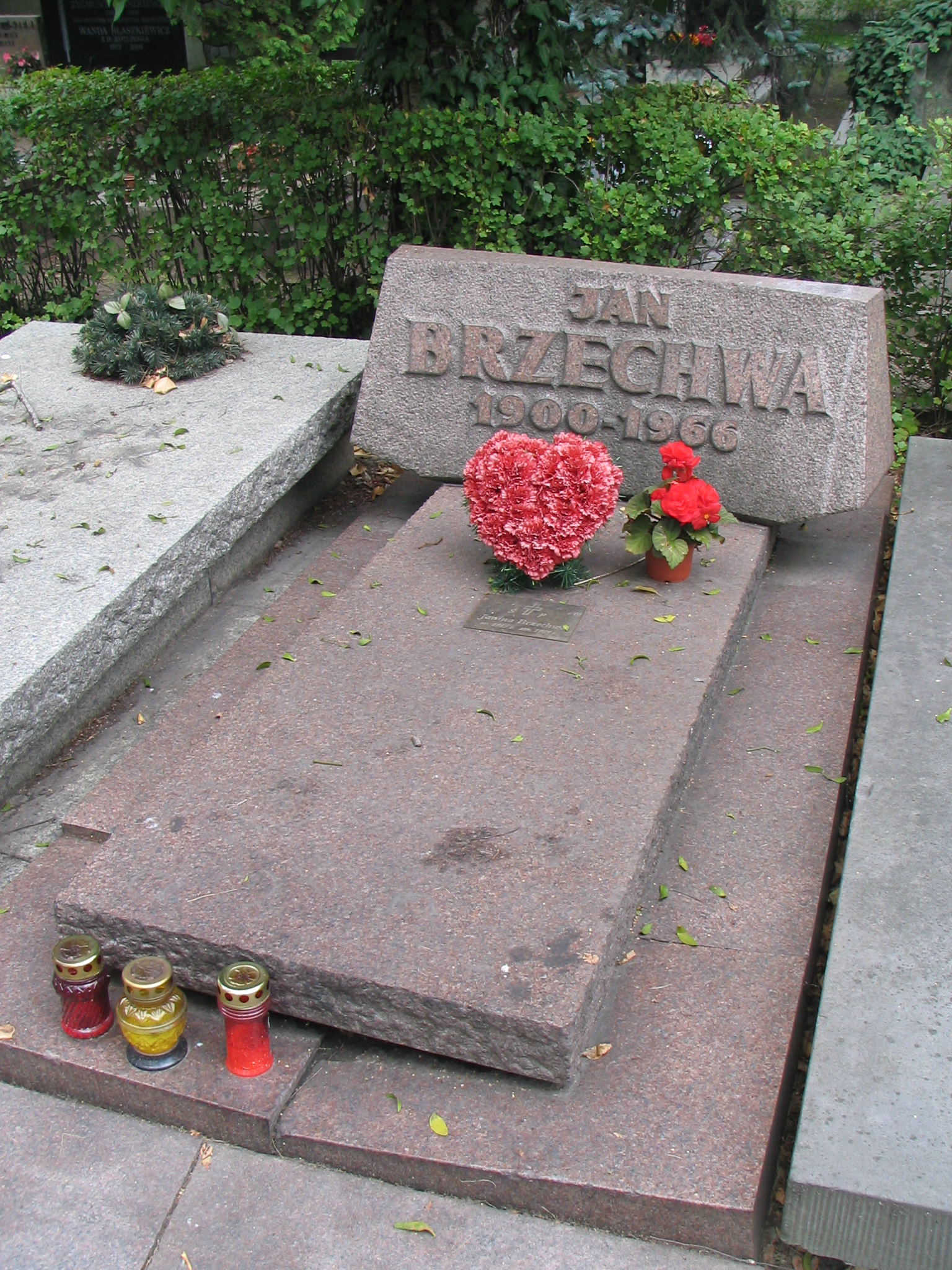
Grób Jana Brzechwy na cmentarzu Wojskowym na Powązkach w Warszawie

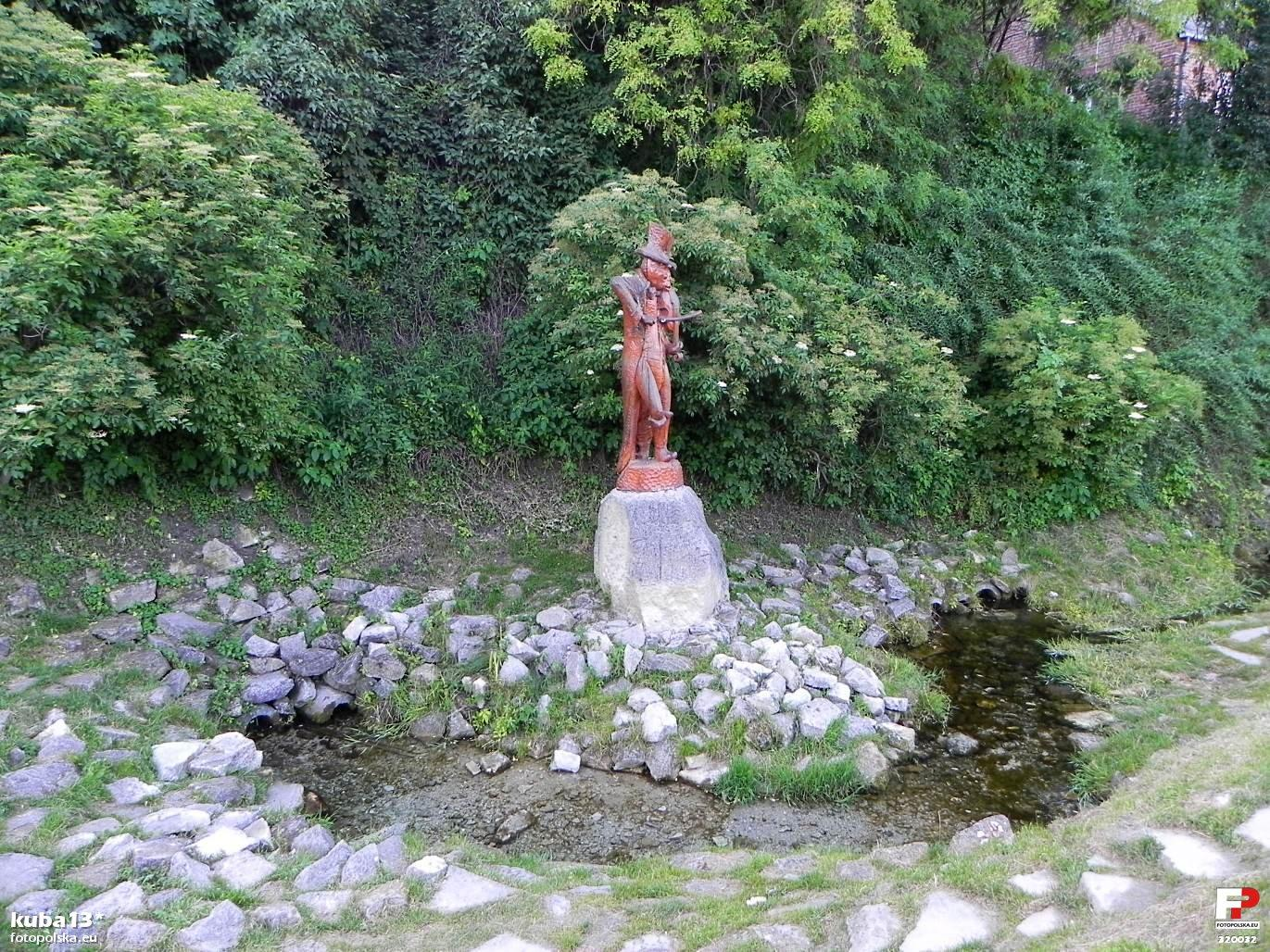
Pomnik w Szczebrzeszynie nawiązujący do słów z wiersza Chrząszcz:
W Szczebrzeszynie chrząszcz brzmi
w trzcinie
i Szczebrzeszyn z tego słynie...

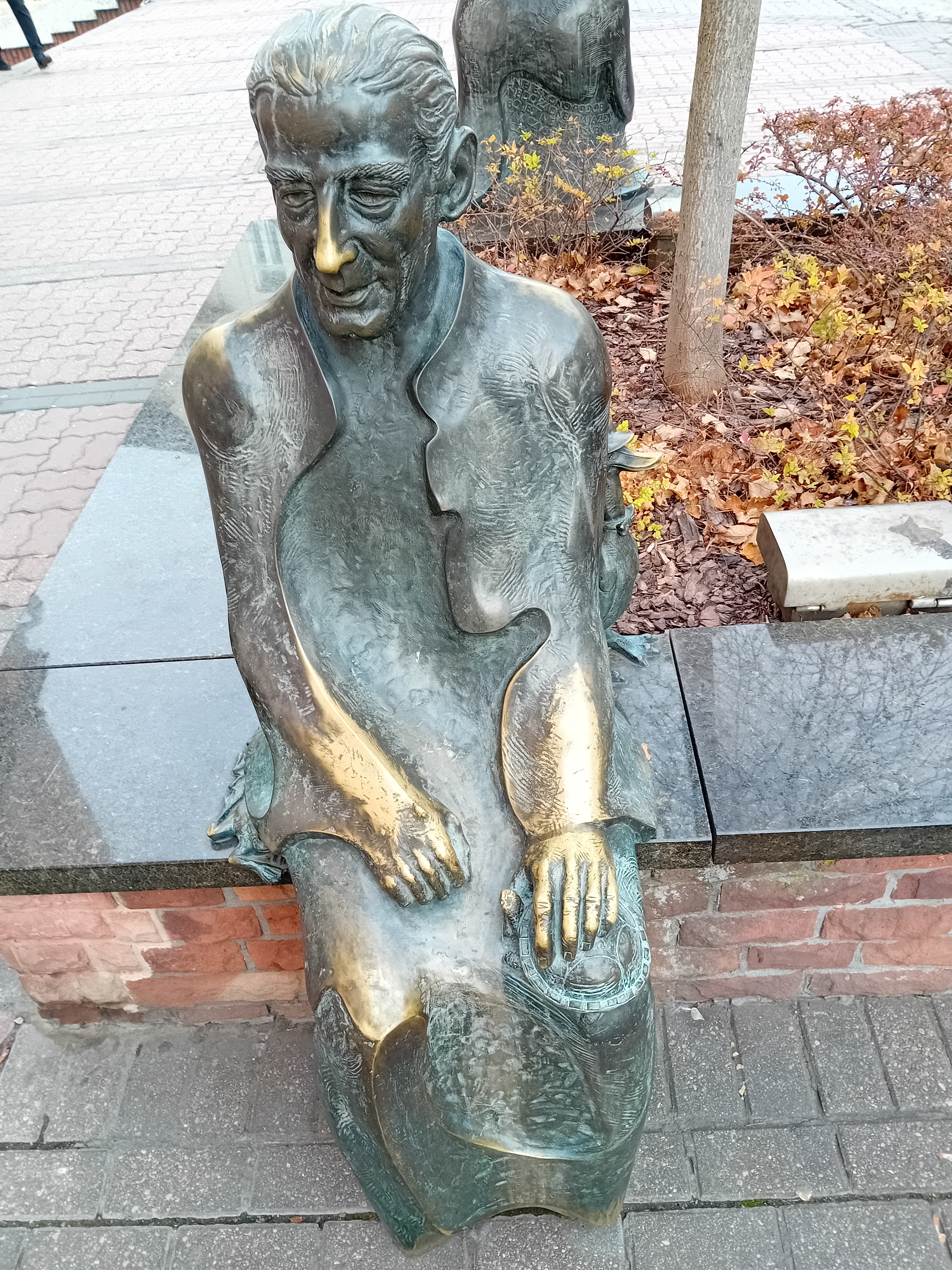
Pomnik Jana Brzechwy w Tarnowie

Jan Wiktor Brzechwa, pierwotnie Lesman, pseudonimy Szer-Szeń, Inspicjent Brzeszczot (ur. 15 sierpnia 1898 w Żmerynce, zm. 2 lipca 1966 w Warszawie) – polski poeta i adwokat, autor bajek i wierszy dla dzieci, satyrycznych tekstów dla dorosłych, a także tłumacz literatury rosyjskiej.

## Życiorys

### Lata młodości
Był synem Aleksandra Stanisława Lesmana, który był inżynierem kolejowym i często zmieniał miejsce zamieszkania, oraz Michaliny z Lewickich, nauczycielki francuskiego. Jego dziadkiem od strony ojca był Bernard Lesman, żydowski księgarz i wydawca, a także nauczyciel w Szkole Rabinów w Warszawie.
Młodość spędził na Kresach Wschodnich. W latach 1907–1910 uczył się w gimnazjum handlowym w Kijowie. Następnie przeniósł się z rodziną do Warszawy, gdzie uczęszczał do gimnazjum Jeżewskiego. Po roku nauki w Warszawie wyjechał z siostrą do Petersburga, gdzie w 1916 r. zdał maturę.
W 1916 r. wyjechał do rodziców do Kazania. Na uniwersytecie w Kazaniu rozpoczął studia na wydziale weterynarii, ale rzucił je i przeniósł się na polonistykę. Studia polonistyki również rzucił. W 1918 r. wraz z rodziną przyjechał do Polski i rozpoczął studia na Wydziale Prawa Uniwersytetu Warszawskiego. Jednocześnie z zapisaniem się na studia wstąpił do 36 pułku piechoty Legii Akademickiej i jako ochotnik uczestniczył w latach 1920–1921 w wojnie polsko-bolszewickiej.

### Działalność zawodowa
Z zawodu był adwokatem. W latach 1924–1939 był radcą prawnym ZAiKS-u. Był specjalistą w dziedzinie prawa autorskiego, które wybrał jako specjalizację studiów. Od 1962 był członkiem Ogólnopolskiego Komitetu Pokoju.
Jako specjalista prawa autorskiego reprezentował w sądzie m.in. Zenona Przesmyckiego („Miriama”) w sprawie toczącej się przeciwko poecie Tadeuszowi Piniemu, który poprzez wydanie edycji dzieł Cypriana Kamila Norwida bez zgody właściciela praw autorskich, Przesmyckiego, naruszył jego prawa do spuścizny po Norwidzie.
Po II wojnie światowej Brzechwa powrócił do zawodu prawnika, był m.in. radcą prawnym w Spółdzielni Wydawniczej „Czytelnik”; jednocześnie działał w PEN Clubie. Był również członkiem rzeczywistym Międzynarodowej Komisji Prawa Autorskiego.

### Rodzina
Był wnukiem warszawskiego księgarza i wydawcy Bernarda Lesmana i stryjecznym bratem poety Bolesława Leśmiana, który wymyślił jego pseudonim artystyczny: Brzechwa (nawiązanie do części strzały).
Był trzykrotnie żonaty. Pierwszą żoną była Maria Sunderland, drugą Karolina Lentowa, z domu Meyer, a trzecią Janina Serocka, z domu Magajewska (1915–1989). Jego jedyna córka, Krystyna Brzechwa (ur. 1928, z pierwszą żoną) została malarką, absolwentką warszawskiej Akademii Sztuk Pięknych. Córkę poznał, gdy miała dziewięć lat, podczas pogrzebu Bolesława Leśmiana.

## Twórczość
Jeszcze jako nastolatek zadebiutował w 1915, kiedy to opublikował swoje pierwsze wiersze w piotrogrodzkim „Sztandarze” oraz w kijowskich „Kłosach Ukraińskich”. Nie wiązał jednak wówczas swej przyszłości z karierą pisarską – chciał zostać prawnikiem.
Po demobilizacji w 1920 i rozpoczęciu studiów prawniczych zaczął dorabiać jako autor tekstów satyrycznych oraz piosenek i skeczy. Współpracował wówczas z takimi znanymi kabaretami, jak m.in.: Qui Pro Quo, Czarny Kot czy Morskie Oko. Posługiwał się najczęściej pseudonimami „Szer-Szeń” oraz „Inspicjent Brzeszczot”.
W 1926 ogłosił tom poezji Oblicza zmyślone. Pierwszy tomik wierszy dla dzieci – Tańcowała igła z nitką wydano w 1938 (w tym tomiku znalazły się takie popularne do dziś wiersze, jak: Pomidor, Żuraw i czapla, czy też Na straganie). Rok po wydaniu pierwszego tomu z wierszami dla dzieci, w 1939 wydano tom Kaczka dziwaczka (m.in. wiersze: Znaki przestankowe i Sójka).
Podczas II wojny światowej (tuż przed jej wybuchem mieszkał w Warszawie przy ul. Żurawiej 35) uniknął wywózki do getta czy obozu zagłady, mimo iż się nie ukrywał; był wówczas robotnikiem rolnym w gospodarstwie na Służewcu.
Na ten okres przypada jeden z najważniejszych okresów twórczości bajkopisarza – napisał on w tym czasie takie utwory, jak m.in. Akademia pana Kleksa czy Pan Drops i jego trupa. Dwie książki kontynuujące Akademię... (Podróże pana Kleksa i Tryumf pana Kleksa) napisał kolejno w 1961 i w 1965.
Brzechwa był zaprzyjaźniony z grafikiem Janem Marcinem Szancerem, autorem licznych ilustracji do jego tekstów. W latach 50. XX w. pisał socrealistyczne wiersze propagandowe, gloryfikujące partię (do której sam nie należał) i ustrój socjalistyczny (np. Marsz, Głos Ameryki). W latach późniejszych nie angażował się w twórczość polityczną, uchodził za biernego kontestatora ustroju. W 1964 podpisał list pisarzy polskich, protestujących przeciwko listowi 34, wyrażając protest przeciwko uprawianej na łamach prasy zachodniej oraz na falach dywersyjnej rozgłośni radiowej Wolnej Europy, zorganizowanej kampanii, oczerniającej Polskę Ludową.
Tłumaczył z języka rosyjskiego, m.in. utwory Aleksandra Puszkina, Siergieja Jesienina i Władimira Majakowskiego.
Autor komentarza do ustawy o prawie autorskim z 1926 (książka przygotowywana do druku w 1939 ocalała w formie egzemplarzy korekty drukarskiej).
Zmarł z przyczyn naturalnych 2 lipca 1966 w Warszawie. Został pochowany na cmentarzu Wojskowym na Powązkach (kwatera 2C–6–4).

## Utwory
- 1926 – Oblicza zmyślone
- 1929 – Talizmany
- 1932 – Trzeci krąg
- 1935 – Piołun i obłok
- 1938 – Tańcowała igła z nitką (z innymi wierszami takimi jak Pomidor, Żuraw i czapla czy Na straganie)
- 1939 – Kaczka dziwaczka (z innymi wierszami takimi jak Znaki przestankowe czy Sójka)
- 1945 – Baśń o korsarzu Palemonie
- 1946 – Akademia pana Kleksa
- 1946 – Pan Drops i jego trupa
- 1946 – Przygody Pchły Szachrajki
- 1946 – Ptasie plotki
- 1946 – Opowiedział dzięcioł sowie
- 1947 – Baśń o stalowym jeżu (wyd. Łódź 1947, ilustracje Anna Chamiec)
- 1948 – Na wyspach Bergamutach
- 1948 – Przygody rycerza Szaławiły
- 1951 – Uczymy się chodzić
- 1953 – Teatr Pietruszki
- 1953 – Brzechwa dzieciom
- 1953 – Wagary
- 1953 – Szelmostwa lisa Witalisa
- 1954 – Bajki i baśnie
- 1955 – Rozstrzygnięcie konkursu
- 1955 – Wiersze wybrane
- 1957 – Magik
- 1958 – Wyssane z nogi
- 1958 – Sto bajek
- 1958 – Gdy owoc dojrzewa – powieść na motywach autobiograficznych
- 1961 – Podróże pana Kleksa
- 1964 – Śmiechu warte
- 1965 – Od baśni do baśni
- 1965 – Tryumf pana Kleksa
- 1967 – Miejsce dla kpiarza
- 1968 – Opowiadania drastyczne
- 1968 – Liryka mego życia

## Nagrody
- 1954 – Nagroda miasta Stalinogród
- 1956 – Nagroda Prezesa Rady Ministrów
- 1965 – Nagroda Ministra Kultury i Sztuki I stopnia

## Odznaczenia
- 1953 – Krzyż Oficerski Orderu Odrodzenia Polski[19]
- 1955 – Medal 10-lecia Polski Ludowej[20]
- 1964 – Order Sztandaru Pracy I klasy[21]
- 1965 – Złota odznaka honorowa „Za Zasługi dla Warszawy”[22]

## Brzechwa w piosenkach
- 1995 – Grzegorz Turnau: To tu, to tam – teksty utworów W prowincjonalnym małym mieście i Marta
- 1997 – Grzegorz Turnau: Tutaj jestem – teksty utworów Wzdłuż ulic, 24 smutki, Niebo i ziemia i Słowicza
- 2012 – Le Moor: – tekst utworu Taktowne umieranie